# Fraisse-Cabardès
Fraisse-Cabardès är en kommun i departementet Aude i regionen Occitanien  i södra Frankrike. Kommunen ligger  i kantonen Saissac som ligger i arrondissementet Carcassonne. År 2022 hade Fraisse-Cabardès 104 invånare.

## Befolkningsutveckling
Antalet invånare i kommunen Fraisse-Cabardès
Referens: INSEE